# Rudolf Montecuccoli

Admiral Graf Rudolf Montecuccoli

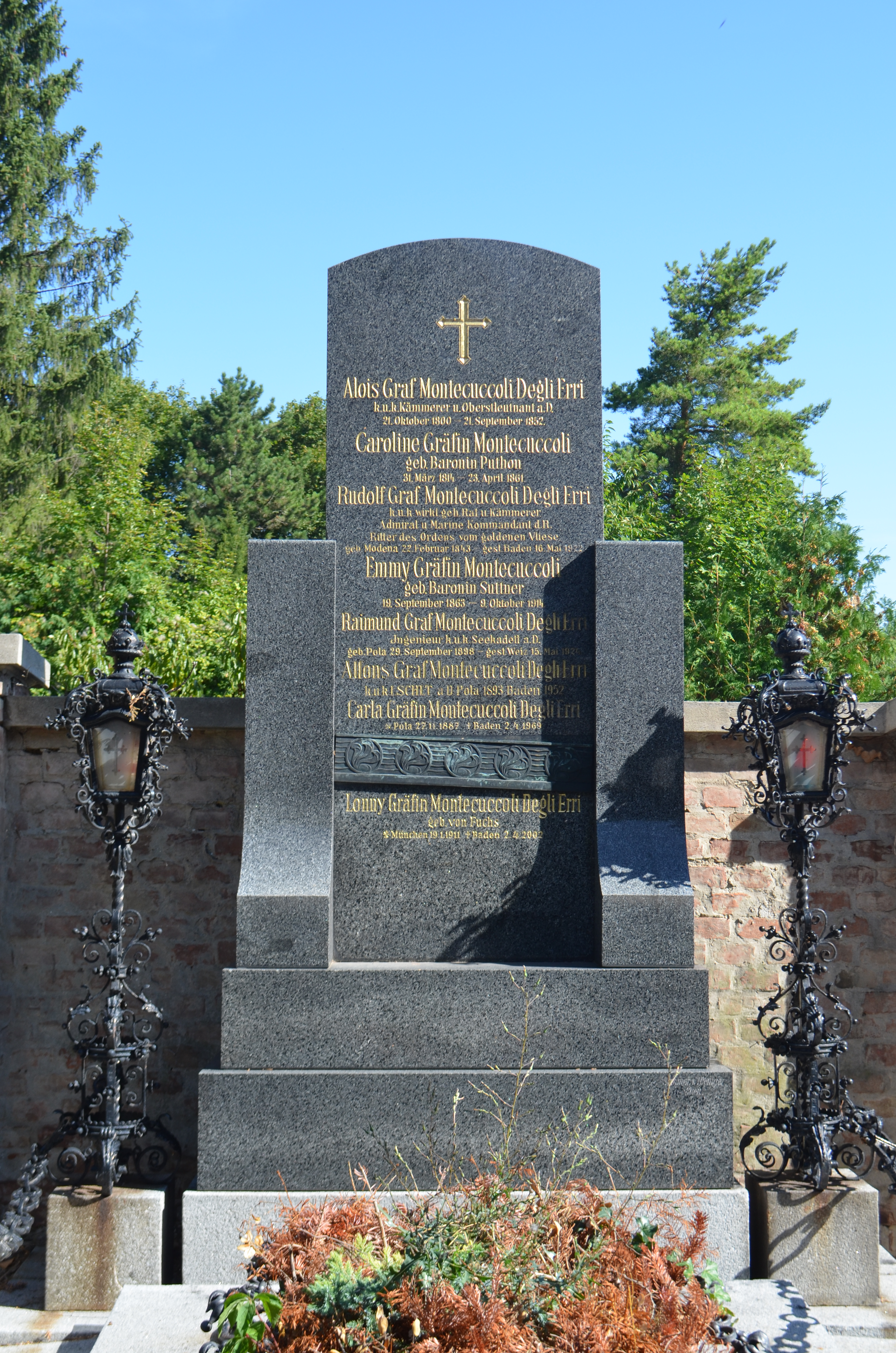
Montecuccolis Grab auf dem Helenenfriedhof

Rudolf Graf von Montecuccoli (* 22. Februar 1843 in Modena; † 16. Mai 1922 in Baden bei Wien) war ein k.u.k österreichisch-ungarischer Admiral und Marinekommandant. Er entstammte der ursprünglich im Herzogtum Modena beheimateten Familie der Reichsgrafen Montecuccoli.

## Leben
Rudolf Graf Montecuccoli degli Erri absolvierte die Marineakademie und trat 1859 als provisorischer Marinekadett und aktiver Bewerber für die Laufbahn in der k.u.k. Marine in Dienst. 1866 wurde er zum Linienschiffsfähnrich befördert. Er zeichnete sich dabei im selben Jahr in der Seeschlacht von Lissa aus. 1885 wurde er zum Korvettenkapitän befördert, 1892 zum Linienschiffskapitän. In den Jahren von 1894 bis 1895 war er Vorstand des militärischen Marinekontrollamtes in Wien, 1897 erfolgte die Beförderung zum Konteradmiral. Im Jahre 1900 befehligte er das neu errichtete österreichische Ostasien-Geschwader, welches für Österreich-Ungarns Teilnahme an der Niederschlagung des Boxeraufstandes geschaffen wurde. Ab 1901 war er Präses des marinetechnischen Komitees. 1905 erfolgte seine Beförderung zum Admiral.
In seiner Amtszeit als Flottenkommandant ab 1904 wurden die modernen Schlachtschiffe der Viribus Unitis-Klasse, die Rapidkreuzer und weitere moderne Einheiten, wie die Zerstörer der Tátra-Klasse, die Torpedoboote der Kaiman-Klasse und erste U-Boote, beschafft und das Marineflugwesen gefördert. Damit wurde die moderne Flotte geschaffen, mit der die k.u.k. Kriegsmarine in den Ersten Weltkrieg zog. Zu seinem 70. Geburtstag trat er 1913 von seinem Amt als Flottenkommandant zurück und ging in Ruhestand.
Er ist auf dem Helenenfriedhof in Baden begraben.

## Trivia
Die dunkel olivgrüne Farbgebung von Schiffen der Österreichisch-Ungarischen Kriegsmarine wurde im Marinejargon scherzhaft  Montecuccolin genannt.

## Museale Rezeption
Im Wiener Heeresgeschichtlichen Museum ist im Marinesaal der Flottenrock Montecuccolis ausgestellt.